# Крекінг-установки у Гелені
Крекінг-установки у Гелені — складові частини виробничого майданчика нафтохімічного спрямування на південному сході Нідерландів.
Введена в експлуатацію у 1961 році установка парового крекінгу (піролізу) в Гелені стала першим об'єктом такого типу в нафтохімічній промисловості країни. Вона мала доволі незначну потужність — 25 тисяч тонн етилену на рік, проте вже у 1966-му була доповнена другою установкою з показником 100 тисяч тонн, а ще через п'ять років — третьою потужністю 350 тисяч тонн. Станом на середину 2010-х на майданчику, який на той час уже викупила саудійська компанія SABIC, діяли піролізні установки № 3 та № 4 потужністю по етилену 595 і 670 тисяч тонн відповідно.
Як сировину для парового крекінгу використовують традиційний у європейській нафтохімічній промисловості газовий бензин (naphtha), що дає змогу також продукувати велику кількість інших ненасичених вуглеводнів — 675 тисяч тонн пропілену та 130 тисяч тонн бутадієну.
Зазначені вище олефіни споживаються для полімеризації в поліетилен (950 тисяч тонн) та поліпропілен (585 тисяч тонн). Крім того, діє лінія етиленпропілендієнового мономеру потужністю 70 тисяч тонн.
Надлишковий етилен може постачатись іншим споживачам через етиленопровід ARG, траса якого проходить повз Гелен.
Окрім бутадієну, з фракції С4 вилучають ізобутилен, необхідний для запущеного у 2006 році виробництва високооктанової паливної присадки — етилтретинного бутилового етеру, з потужністю 140 тисяч тонн.